# Secreto de amor (álbum)
Secreto de Amor es el nombre del 27°. álbum de estudio grabado por el cantautor mexicano Joan Sebastian. Fue lanzado al mercado por la empresa discográfica Musart el 25 de abril de 2000. Ganó un Premio Lo Nuestro a Álbum Regional Mexicano del Año en el año 2001. "Secreto de amor", tema principal de la telenovela venezolana-estadounidense del mismo nombre Secreto de Amor (2001-2002) trasmitida por la cadena Venevisión en colaboración de Fonovideo Productions, Fue protagonizada por Jorge Aravena y Scarlet Ortiz.

## Lista de canciones
Todas las canciones escritas y compuestas por Joan Sebastian. 
| Secreto de amor |                           |                |          |  |
| N.º             | Título                    | Escritor(es)   | Duración |  |
| 1.              | «Secreto de amor»         | Joan Sebastian | 4:33     |  |
| 2.              | «Amorcito mío»            | Joan Sebastian | 2:59     |  |
| 3.              | «Con besos»               | Joan Sebastian | 2:48     |  |
| 4.              | «Un idiota»               | Joan Sebastian | 3:22     |  |
| 5.              | «Rima»                    | Joan Sebastian | 3:15     |  |
| 6.              | «El toro»                 | Joan Sebastian | 3:17     |  |
| 7.              | «Me gustas»               | Joan Sebastian | 3:29     |  |
| 8.              | «Anoche hablamos»         | Joan Sebastian | 3:31     |  |
| 9.              | «Un vaquero en la ciudad» | Joan Sebastian | 3:28     |  |
| 10.             | «Julián»                  | Joan Sebastian | 3:23     |  |

- Datos: Q43666907